# Elektrophysiologie
Die Elektrophysiologie ist ein Teilbereich der Neurophysiologie, der sich mit der elektrochemischen Signalübertragung in Zellen und Geweben befasst.
Man unterscheidet die klinische Elektrophysiologie aus dem medizinischen Fachgebiet der Neurologie und der Kardiologie von der experimentellen Elektrophysiologie aus dem Forschungsgebiet der Physiologie und hier insbesondere der Neurophysiologie und Muskelphysiologie.
Die elektrophysiologischen Messungen der Neurologen geben Auskunft über Schädigungen ganzer polysynaptischer Nervenbahnen und peripherer Nerven. Methoden sind beispielsweise Elektroenzephalographie (EEG), die Messung evozierter Potentiale (somatosensorisch, motorisch, visuell oder akustisch evoziert), die Elektroneurographie und die Elektromyographie (EMG). Kardiologen untersuchen durch Ableitung von Strom über die Körperoberfläche (Elektrokardiogramm (EKG)) und im Rahmen einer speziellen Herzkatheteruntersuchung, der Elektrophysiologischen Untersuchung (EPU).